# (4163) Saaremaa
(4163) Saaremaa es un asteroide perteneciente al cinturón de asteroides descubierto el 19 de abril de 1941 por Liisi Oterma desde el observatorio de Iso-Heikkilä en Turku, Finlandia.
Está nombrado por Saaremaa, una isla del mar Báltico.